# Carcharhinus fitzroyensis
Carcharhinus fitzroyensis (Whitley, 1943) è una specie di squalo del genere Carcharhinus e della famiglia Carcharhinidae, conosciuto con il nome di squalo baleniera

## Distribuzione
Abitano il Pacifico occidentale, in particolare il nord dell'Australia, dalla parte occidentale al Queensland. Sono stati segnalati nel Mare degli Arafura.

## Habitat
Questa specie poco nota abita sia le zone sotto costa che quelle al largo delle piattaforme continentali, sino a profondità di circa 40 metri.

## Descrizione
La lunghezza massima mai registrata è di 135 cm.
Il dorso è bronzeo, ma può divenire grigio bruno dopo la morte. Il ventre è più chiaro, e non vi sono particolari marchi sulle pinne, né striature chiare sui fianchi, come invece avviene per la maggior parte dei Carcharhinus.

## Biologia

### Dieta
Si nutrono soprattutto di pesci ossei, ma anche di crostacei.

### Riproduzione
La specie è vivipara.

## Interazioni con l'uomo
La carne viene utilizzata per il consumo umano, e la specie è coinvolta nel commercio di pinne per la preparazione della zuppa di pinne di squalo.